# Джафероглу, Ахмед
Ахмед Джафероглу (тур. Ahmet Caferoğlu, азерб. Əhməd Cəfəroğlu; 17 апреля 1899, Гянджа — 6 января 1975, Стамбул) — турецкий тюрколог, член азербайджанской эмиграции, профессор Стамбульского университета, Член-корреспондент Польской академии наук (1938), Венгерской академии наук (1944), Почётный доктор Независимого Украинского университета.
Один из авторов второго издания фундаментальной «Энциклопедии ислама».

## Биография
Ахмед Джафероглу родился 17 апреля 1899 года в городе Гянджа. В 1902 году умер его отец. В 1905 году, во время армяно-татарской резни, его мать Гёвхар вместе с сыном переехала в Самарканд, где Ахмед получил начальное образование. В 1909 году он вместе с семьёй вернулся в Гянджу. Там Ахмед продолжил образование в Гянджинской гимназии. В 1916 году он отправился в Киев и поступил там в Киевский торговый институт. В 1918 году он вернулся в Гянджу и вступил в армию АДР. Будучи офицером-артиллеристом участвовал в освобождении Баку.
В 1919 году, после открытия университета в Баку, Ахмед Джафероглу поступил туда на историко-литературный факультет. Однако после оккупации Баку большевиками 28 апреля 1920 года ему пришлось покинуть Азербайджан. Он уехал в Стамбул, где продолжил образование в Стамбульском университете на факультете литературы. В 1924 году окончил университет, некоторое время работал в библиотеке теологического факультета, позже устроился в Турецкий центр в качестве ассистента.
В конце 1925 года Ахмед Джафероглу уехал в Германию как стипендиат Министерства иностранных дел Германии. Получив образование в Берлинском университете он позже окончил Бреслауский университет и получил тюркологическое образование. 15 мая 1929 года под руководством Фридриха Гизе Ахмед Джафероглу защитил диссертацию на тему «Анализ 75 азербайджанских баяты (грустная песня) в гянджинском диалекте», после чего получил звание доктора философии по филологии. Через полгода в Берлине его диссертация была издана отдельной брошюрой. В 1929 году Ахмед вернулся в Стамбул и был принят на должность доцента по кафедре истории тюркского языка на факультет литературы университета. В 1936 году стал профессором этого университета.
В 1937 году был принят в члены Сообщества польских востоковедов, в 1938 году стал членом-корреспондентом Польской академии наук. В 1944 году стал членом-корреспондентом Академии наук Венгрии и Сообщества Кёрёши Чома. С 1946 года — заведующий кафедрой истории тюркского языка.
В 1949 году в Турции Ахмеда избрали представителем Сообщества международной ономастики. В том же году он стал членом Уральско-Алтайского сообщества и Международного центра диалектологии. В 1955 году был награждён испанским орденом Альфонсо эль Сабио за развитие тюркологической науки.
Ахмед Джафероглу — один из основателей Сообщества тюркского языка (до конца жизни был его членом). Основатель и главный редактор журнала «Азербайджан Юрд Бильгиси». Сообщество «Туран», которое вело свою деятельность в столице Аргентины Буэнос-Айресе, избрало его своим почётным членом.
В августе 1973 года Ахмед Джафероглу ушёл на пенсию с кафедры истории тюркского языка Стамбульского университета, которым он руководил беспрерывно в течение 27 лет. Скончался 6 января 1975 года.